# Shoyo Tomizawa
Shoyo Tomizawa (japonès: 富沢祥也)  (Asahi, 10 de desembre de 1990 - Riccione, 5 de setembre de 2010) o Shoya Tomizawa fou un pilot de motociclisme japonès.

## Trajectòria

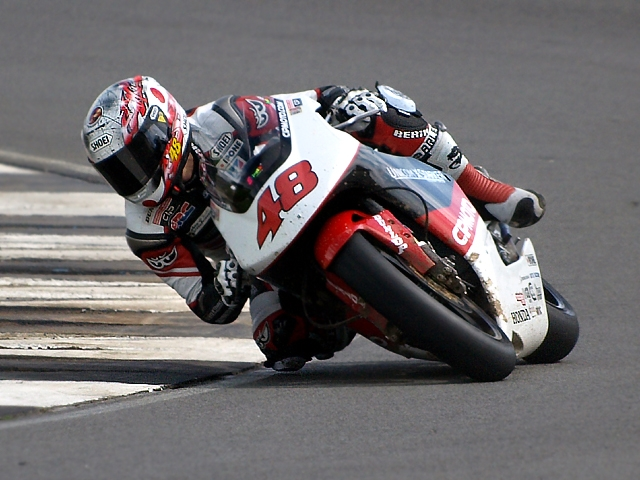
Tomizawa al GP de Gran Bretanya 2009, al Circuit de Donington Park

Després d'una exitosa carrera a l'All Japan Road Race Championship, va passar al Mundial de motociclisme i va competir en la categoria de 250cc durant el 2009. A la temporada 2010, va disputar la nova categoria de Moto2, la qual substituïa a partir d'aquell any l'antiga categoria de 250cc. Tomizawa va guanyar la primera cursa d'aquesta competició al Circuit Internacional de Losail de Qatar, guanyant per gairebé cinc segons a Álex Debón i a Jules Cluzel.

## Mort en carrera
Fou durant l'onzena carrera del Campionat del Món de Moto2, al Gran Premi de San Marino al Circuit de Misano Adriatico, el 5 de setembre de 2010. A la dotzena volta, al revolt número 11, anomenat Curvone, ràpid i cap a la dreta, va perdre adherència a la roda posterior i va caure a terra. Va rebre l'impacte de les motocicletes de Scott Redding i Alex de Angelis, patint trauma cranial, toràcic i abdominal. Fou traslladat immediatament al centre mèdic del circuit i d'allí a l'Hospital de Riccione. A les 14:20h hora local li va ser declarada la mort, cosa que fou comunicada al circuit un cop finalitzada la carrera. Les banderes del podi van onejar a mig pal i no hi va haver celebració amb vi escumós.

## Estadístiques

### Per temporada
| Any   | Cat.  | Equip | Curses | Guanyades | Podis | Pole | FLap | Pts | Pos. | Títols |
| ----- | ----- | ----- | ------ | --------- | ----- | ---- | ---- | --- | ---- | ------ |
| 2006  | 125cc | Honda | 1      | 0         | 0     | 0    | 0    | 0   | NC   | –      |
| 2007  | 125cc | Honda | 1      | 0         | 0     | 0    | 0    | 0   | NC   | –      |
| 2008  | 250cc | Honda | 1      | 0         | 0     | 0    | 0    | 2   | 26è  | –      |
| 2009  | 250cc | Honda | 15     | 0         | 0     | 0    | 0    | 32  | 17è  | –      |
| 2010  | Moto2 | Suter | 10     | 1         | 2     | 2    | 0    | 82  | 7è   | –      |
| Total |       |       | 28     | 1         | 2     | 2    | 0    | 116 |      | 0      |

### Per categoria
| Cat.  | Temp.     | 1r GP                  | 1r Podi          | 1a Victòria      | Curses | Guanyades | Podis | Pole | FLap | Pts. | Títols |
| ----- | --------- | ---------------------- | ---------------- | ---------------- | ------ | --------- | ----- | ---- | ---- | ---- | ------ |
| 125cc | 2006–2007 | GP del Japó 2006       |                  |                  | 2      | 0         | 0     | 0    | 0    | 0    | 0      |
| 250cc | 2008–2009 | GP del Japó 2008       |                  |                  | 16     | 0         | 0     | 0    | 0    | 34   | 0      |
| Moto2 | 2010      | GP de Qatar Qatar 2010 | GP de Qatar 2010 | GP de Qatar 2010 | 10     | 1         | 2     | 2    | 0    | 82   | 0      |
| Total | 2006–2010 | GP del Japó 2006       | GP de Qatar 2010 | GP de Qatar 2010 | 28     | 1         | 2     | 2    | 0    | 116  | 0      |

### Curses per any
Barem de puntuació de 1993 ençà:
| Posició | 1  | 2  | 3  | 4  | 5  | 6  | 7 | 8 | 9 | 10 | 11 | 12 | 13 | 14 | 15 |
| Punts   | 25 | 20 | 16 | 13 | 11 | 10 | 9 | 8 | 7 | 6  | 5  | 4  | 3  | 2  | 1  |

(Ids. Grans Premis | Llegenda) (Curses en negreta indiquen pole; curses en  itàlica indiquen volta ràpida)
| Any  | Cat.  | Equip | 1      | 2      | 3       | 4       | 5       | 6       | 7       | 8      | 9      | 10      | 11      | 12    | 13      | 14      | 15     | 16     | 17  | Pos | Pts |
| ---- | ----- | ----- | ------ | ------ | ------- | ------- | ------- | ------- | ------- | ------ | ------ | ------- | ------- | ----- | ------- | ------- | ------ | ------ | --- | --- | --- |
| 2006 | 125cc | Honda | ESP    | QAT    | TUR     | CHN     | FRA     | ITA     | CAT     | DTT    | GBR    | GER     | CZE     | MAL   | AUS     | JPN Ret | POR    | VAL    |     | NC  | 0   |
| 2007 | 125cc | Honda | QAT    | ESP    | TUR     | CHN     | FRA     | ITA     | CAT     | GBR    | DTT    | GER     | CZE     | SM    | POR     | JPN 22  | AUS    | MAL    | VAL | NC  | 0   |
| 2008 | 250cc | Honda | QAT    | ESP    | POR     | CHN     | FRA     | ITA     | CAT     | GBR    | DTT    | GER     | CZE     | SM    | INP     | JPN 14  | AUS    | MAL    | VAL | 26è | 2   |
| 2009 | 250cc | Honda | QAT 12 | JPN 10 | ESP 12  | FRA Ret | ITA Ret | CAT Ret | DTT Ret | GBR 13 | GBR 15 | CZE 13  | INP NVC | SM 12 | POR Ret | AUS 15  | MAL 16 | VAL 10 |     | 17è | 32  |
| 2010 | Moto2 | Suter | QAT 1  | ESP 2  | FRA Ret | ITA 6   | GBR 6   | DTT 5   | CAT Ret | GER 18 | CZE 10 | INP NVC | SM Ret  | ARA   | JPN     | MAL     | AUS    | POR    | VAL | 7è  | 82  |